# Ugo Conti
Ugo Maria Conti (Milano, 30 marzo 1955) è un attore italiano.

## Biografia
Ha interpretato sia ruoli comici sia drammatici.
Da sempre "spalla" in ambito lavorativo e anche grande amico nella vita privata di Diego Abatantuono, nella quasi totalità delle pellicole di quest'ultimo Ugo Conti ha un ruolo, in particolare nei film di Gabriele Salvatores.
Compare anche ne Il Viaggio, uno spot prodotto dalla Colorado Film per la FAPAV.

## Filmografia

### Cinema
- Eccezzziunale... veramente, regia di Carlo Vanzina (1982)
- Soldati - 365 all'alba, regia di Marco Risi (1987)
- Marrakech Express, regia di Gabriele Salvatores (1988)
- I cammelli, regia di Giuseppe Bertolucci (1988)
- Appuntamento a Liverpool, regia di Marco Tullio Giordana (1988)
- Turné, regia di Gabriele Salvatores (1989)
- Vacanze di Natale '90, regia di Enrico Oldoini (1990)
- Mediterraneo, regia di Gabriele Salvatores (1991)
- Nel continente nero, regia di Marco Risi (1992)
- Puerto Escondido, regia di Gabriele Salvatores (1992)
- La scorta, regia di Ricky Tognazzi (1993)
- Per amore, solo per amore, regia di Giovanni Veronesi (1993)
- Anni 90 - Parte II, regia di Enrico Oldoini (1993)
- S.P.Q.R. - 2000 e ½ anni fa, regia di Carlo Vanzina (1994)
- I mitici - Colpo gobbo a Milano, regia di Carlo Vanzina (1994)
- Il toro, regia di Carlo Mazzacurati (1994)
- Camerieri, regia di Leone Pompucci (1994)
- Viva San Isidro!, regia di Alessandro Cappelletti (1995)
- Bruno aspetta in macchina, regia di Duccio Camerini (1996)
- Il barbiere di Rio, regia di Giovanni Veronesi (1996)
- In barca a vela contromano, regia di Stefano Reali (1997)
- Gli inaffidabili, regia di Jerry Calà (1997)
- Altri uomini, regia di Claudio Bonivento (1997)
- Il testimone dello sposo, regia di Pupi Avati (1997)
- Nirvana, regia di Gabriele Salvatores (1997)
- Figli di Annibale, regia di Davide Ferrario (1998)
- Paparazzi , regia di Neri Parenti (1998)
- A due passi dal cielo, regia di Sergio Martino (1999)
- Qui non è il paradiso, regia di Gianluca Maria Tavarelli (2000)
- Metronotte, regia di Francesco Calogero (2000)
- Il segreto del giaguaro, regia di Antonello Fassari (2000)
- Amnèsia, regia di Gabriele Salvatores (2002)
- Il trasformista, regia di Luca Barbareschi (2002)
- A/R Andata + Ritorno, regia di Marco Ponti (2004)
- Eccezzziunale veramente - Capitolo secondo... me, regia di Carlo Vanzina (2006)
- 2061 - Un anno eccezionale, regia di Carlo Vanzina (2007)
- I mostri oggi, regia di Enrico Oldoini (2009)
- Backward, regia di Max Leonida (2010)
- Happy Family, regia di Gabriele Salvatores (2010)
- Matrimonio al Sud, regia di Paolo Costella (2015)
- On Air - Storia di un successo, regia di Davide Simon Mazzoli (2016)
- Un nemico che ti vuole bene, regia di Denis Rabaglia (2018)
- Bene ma non benissimo, regia di Francesco Mandelli (2018)

### Televisione
- I ragazzi della 3ª C – serie TV, episodio 3x02 (1988)
- Il commissario Corso – serie TV (1991)
- I misteri di Cascina Vianello, regia di Gianfrancesco Lazotti – miniserie TV (1997)
- Le ragazze di piazza di Spagna 2 – serie TV (1999)
- Distretto di Polizia – serie TV, episodio 2x10 (2001)
- Le stagioni del cuore, regia di Antonello Grimaldi – miniserie TV (2004)
- Amanti e segreti – serie TV (2004)
- L'uomo della carità - Don Luigi Di Liegro, regia di Alessandro Di Robilant – miniserie TV (2007)
- L'assalto, regia di Ricky Tognazzi (2014)

## Altro
- Nel 1988 ha partecipato ad una puntata (Alla ricerca del bronzino perduto) della terza serie de I ragazzi della 3ª C.
- Nel 1994 ha preso parte allo spot antipirateria Colorado, insieme a Diego Abatantuono, Antonio Catania e Gabriele Salvatores alla regia.
- Ha partecipato alla fiction di Canale 5: Il giudice Mastrangelo.
- Nel 1997 ha partecipato al film Altri uomini in cui interpretò un personaggio chiamato come lui: Ugo Conti.
- Nel 2005 è stato uno dei concorrenti del reality show di Canale 5 La fattoria, venendo eliminato nel corso della decima puntata con il 65% dei voti.
- Nel 2008 ha partecipato alla fiction di Rai 1 Don Matteo 6 nella puntata Francesca e il lupo.
- Nel 2011 ha pubblicato con la moglie Arianna, grazie alla collaborazione di Luca Serafini, il suo primo libro, intitolato Sembra facile - Diventare genitori grazie alla fede e alla scienza, la storia di come lui e la moglie sono riusciti a diventare genitori grazie alla perseveranza, alla fede e alla scienza (Edito da Gruppo Editoriale Viator - ISBN 978-88-96813-19-5).
- Nel 2013 partecipa al programma televisivo Avanti un altro!, interpretando l'avvocato del diavolo Massimo Della Pena e Jep Pappardella.
- Da tempo partecipa al programma televisivo Diretta stadio... ed è subito goal! dell'emittente televisiva 7 Gold come tifoso del Milan.